# サドルッディーン・ザンジャーニー
サドルッディーン・ザンジャーニー（ペルシア語：صدرالدین احمد خالدی زنجانی Ṣadr al-Dīn Aḥmad Khālidī Zanjānī、? - 1298年）は、13世紀のイルハン朝のワズィール（宰相）。本名はサドルッディーン・アフマド・ハーリーディー・ザンジャーニー（Ṣadr al-Dīn Aḥmad Khālidī Zanjānī）。

## 生涯

### ガイハトゥ・ハンの治世でワズィールとなる
ガイハトゥ・ハンはアク・ブカを元帥に昇格させ、シクトルとタガチャルをその副官とした。ガイハトゥ・ハンは自分の私領地の管理を二人の寵臣ハサンとタイジュウに委ねた。当時なお欠員であったワズィールの地位はトガチャル配下の徴税官サドルッディーン・ザンジャーニーが策略を用いてこれを得ようとしていた。アルグン・ハンの代に謀反したモンゴル貴族の遺産を没収して富を作った彼は自分に役立つすべての人々に莫大な賄賂をし、ついに元帥アク・ブカの庇護を受けることに成功した。
1292年11月19日、ガイハトゥ・ハンは「ワズィールとして最も適している人物はサドルッディーン・アフマドをおいて他にはいない」と言い、サドルッディーンをワズィールに任命するとともにサーヒブ・ディーワーン（財務長官）に任命した。また、サドル・ジハーン（世界の首長）という称号を名乗る許可も得た。さらにガイハトゥ・ハンは手厚い恩賞のしるしとして、金印（アル・タムガ）、トク（纛）、太鼓を与え、トゥメンの長にも任命した。弟のクトブッディーン・アフマドには大法官の地位とサードル（宗教長官）の地位を与えられ、クトブ・イ・ジハーン（世界の極）の称号を名乗る許可を得た。

### ガイハトゥ・ハンの放蕩と失政
ガイハトゥ・ハンは酒と女と美少年にふけって官能快楽にひたり、政務のことごとくをワズィールであるサドルッディーンに丸投げしたため、彼の権力は全能を極めた。サドルッディーンは各地の知事を勝手に移動したり、大官たちの許可はおろかハンの許可なしにあらゆることを決裁できた。サドルッディーンはハサンとタイジュウから采邑（インチュウ）の管轄権を奪い、これを公賦（デライ）に併せた。ハサンとタイジュウはこのことをガイハトゥ・ハンに訴えようとしたが、サドルッディーンによってもみ消され、彼を信用していたガイハトゥ・ハンは自分の大臣の悪口を言う者は死刑にすると言った。これによって誰もサドルッディーンに逆らうことができなくなった。ついで、勅令が発せられ、ジャイフーン川からマムルーク朝との境界にいたるイルハン朝全体の行政がサドルッディーンに委ねられること、一切の公職を任命する権限を有すること、ハトゥンたち諸将によって雇われている使用人すべては彼の自由裁量に委ねられるべきであることが決定された。これらの失政によってイルハン朝の国庫は空になった。

### 紙幣の発行
1294年5月、イッズッディーン・ムザッファルの提案により、サドルッディーンは元朝の鈔にならって紙幣を発行することを決め、ガイハトゥ・ハンが鈔を新設するための勅令を発布した。あわせてこれまでの通貨の使用を禁止した。9月、タブリーズで鈔が発行されると、鈔を受け取らない者は死刑にするという勅令のもと、無理やり市民に配布した。まもなくして商店街や市場から商品がなくなり、多くの人は都城から立ち去った。あるときガイハトゥ・ハンとサドルッディーンがバザールを通った時、ガイハトゥが商店街が空なのを怪しんだが、サドルッディーンはごまかした。さらに金曜日にイスラム教寺院に参集したイスラム教徒はイッズッディーン・ムザッファルとサドルッディーンを公然と批判し、サドルッディーンを襲った。命からがらこの暴動から逃げ帰ったサドルッディーンは数人を死刑にしたが、食料品を現金で買うことを許可するようにした。そしてまもなく鈔の廃止が決定された。

### バイドゥ・ハンの治世
1295年、ガイハトゥ・ハンはその放蕩ぶりと浪費癖によって国庫を傾かせたため、副元帥のタガチャルらによって殺害され、第6代ハンはバイドゥが即位した。バイドゥ・ハンはガイハトゥの寵臣らを殺害し、タガチャルを元帥にして行政長官をも兼務させた。サドルッディーンは罷免され、代わってジャマールッディーン・ダストジャルダーニーがワズィールとなった。サドルッディーンはタガチャルの徴収課税官となり、チャオイン（鈔人、紙幣の発明者）というあだ名をつけられた。
バイドゥ・ハンによってワズィールを罷免されたサドルッディーン・ザンジャーニーは元帥のタガチャルとともにバイドゥ・ハンを廃し、ガザンをハンに即位させようと考えた。そしてふたたびガザンをタブリーズに呼び寄せたところでガザン側につき、バイドゥ・ハンはグルジア方面へ逃亡した。ノウルーズはすぐにバイドゥを追跡して捕らえ、ガザンのもとへ連行すると、10月4日に処刑された。

### ガザン・ハンの治世
ガザン・ハンが即位すると、すぐにサドルッディーンは逮捕され、死刑宣告まで受けたが、将軍ホルクダクが死刑をとりやめさせ、ガザン・ハンによって赦免され、難を逃れた。サドルッディーン・ザンジャーニーにはふたたびサーヒブ・ディーワーンの地位が与えられた。

### アミール・ノウルーズを死に追いやる
1297年、ガザン・ハンはかねてより副王ノウルーズの横柄な態度に不満を持っていたが、同じくノウルーズに恨みのあったサドルッディーンはノウルーズがあたかもマムルーク朝と内通し、謀反を企てているように文書を偽造し、ガザン・ハンに告発した。これによりガザン・ハンはクトルグシャーらにノウルーズを逮捕するよう命じ、ノウルーズの関係者を処刑した。ノウルーズは逃亡し、クルト朝ヘラート公国のマリク・ファフルッディーンに保護されたが、クトルグシャーがやってくるとマリク・ファフルッディーンはノウルーズを差し出した。クトルグシャーはノウルーズのその場で処刑し、バグダードにいるガザンのもとへ首級が届けられた。クルト朝ヘラート公国のマリク・ファフルッディーンは引き続き領有権を認められた。9月、王侯バルトゥを処刑したので、ガザン・ハンはルームにおける彼の軍隊をアミール・バヤンチャル、ビチクルおよびクル・ティムールに委ね、総指揮官スラーミシュの配下に置いた。同時に空位となっていたルーム・セルジューク朝のスルターンにアラーウッディーン・カイクバード3世を即位させた。11月、グルジア王国で反乱が起きたため、ガザン・ハンはクトルグシャーに鎮圧を命じ、鎮圧後その王ダヴィド7世を廃してワフタン3世を新たなグルジア王とした。

### サドルッディーンの処刑
1298年、ノウルーズの死後、ガザン・ハンは自ら政務をとった。サドルッディーンはワズィールの地位に返り咲いたが、グルジアから帰ったクトルグシャーにグルジアの財務について追及されたため、ガザン・ハンにはクトルグシャーたちがグルジアを破壊したと嘘をついた。それ以降ガザン・ハンがクトルグシャーに不満の態度をとるようになったので、クトルグシャーはサドルッディーンに「ハンにデマを流したのは誰か？」と聞いたところ、「医師のラシードゥッディーンだ」と答えた。さらにクトルグシャーはラシードゥッディーンにそのことを問うと、ラシードは身に覚えがないとし、逆にラシードが「誰がそんなことを言ったのだ？」と言うと、クトルグシャーは答えなかった。そのためラシードはガザン・ハンにそのことを告げるとガザンはクトルグシャーを呼びつけて問いただし、そこでようやくサドルッディーンが元凶だとわかり、サドルッディーンとその弟クトブッディーンを逮捕・処刑した。ガザン・ハンはホージャ・サアドゥッディーンを新たなワズィールに任命した。